# Basílica de San Paulino (Tréveris)

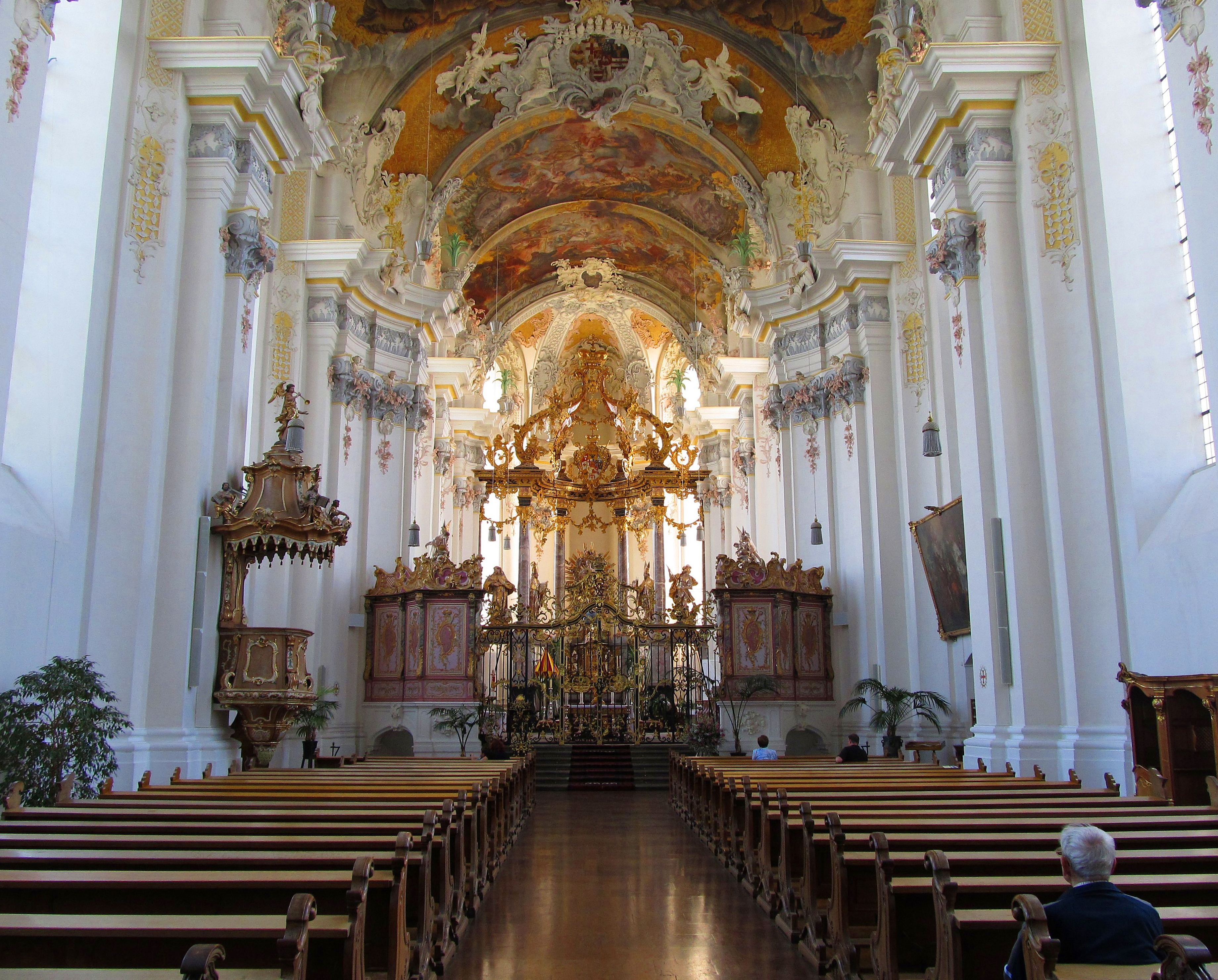
Vista interna de la Basílica

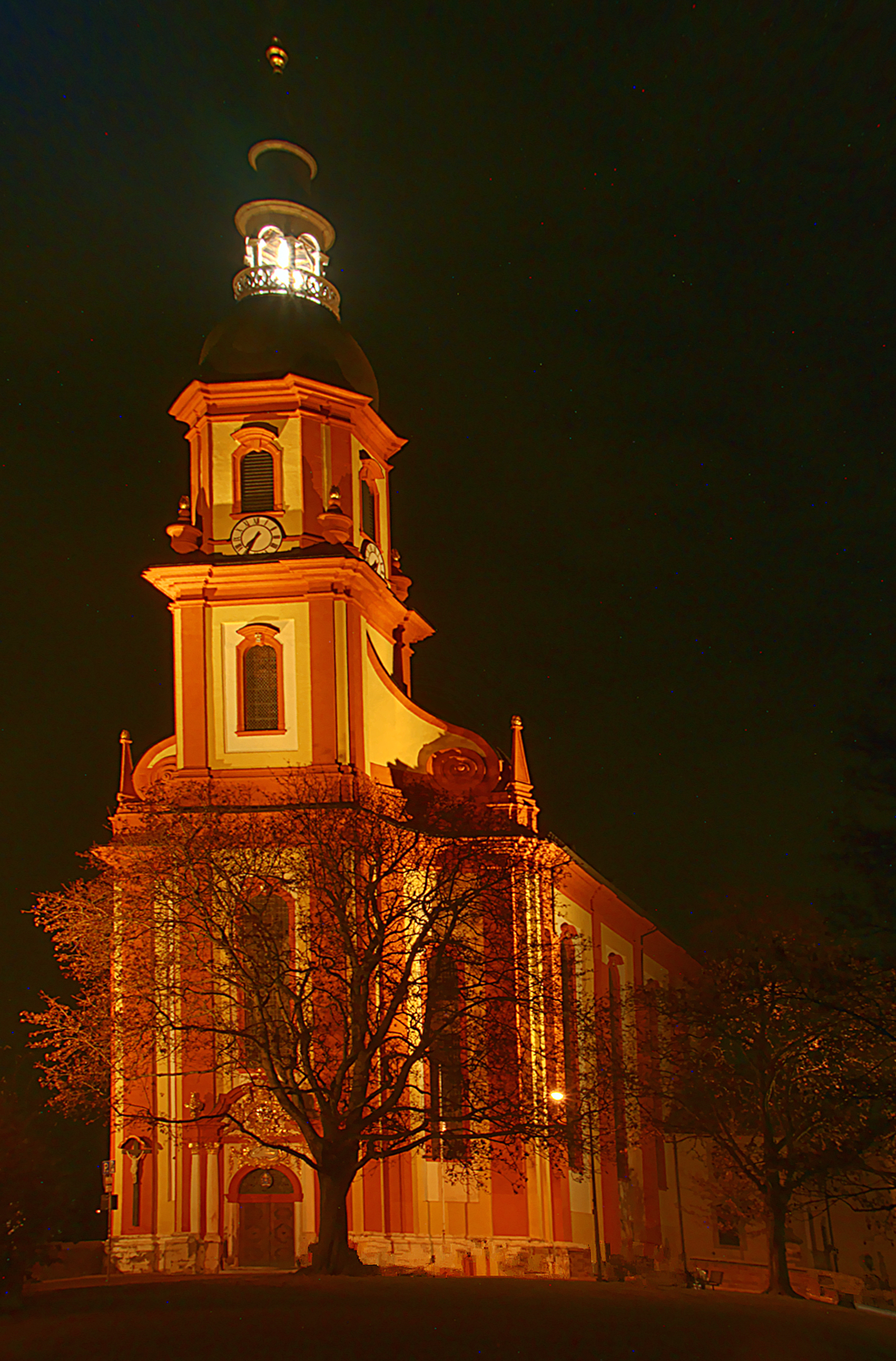
La Basílica de noche

La Basílica de San Paulino o bien la Iglesia de San Paulino (en alemán:  St. Paulinskirche) es una Iglesia católica de estilo barroco y basílica en la ciudad de Tréveris (Trier), Alemania. Construida entre 1734 y 1753, el interior fue diseñado por Johann Balthasar Neumann. El techo de la nave cuenta con una pintura del artista Christoph Thomas Scheffler. La tumba del santo Paulino de Tréveris, se encuentra en la cripta de la iglesia.
Ubicado en la ciudad más antigua de Alemania, conocida por su rica historia romana, el sitio ha albergado tres iglesias sucesivas desde el siglo IV.
Entre 1802 y 1804, el monasterio asociado a la iglesia se disolvió cuando los activos fueron capturados por los franceses, perdiendo la iglesia su condición de colegiado y convertirse en una iglesia parroquial en su lugar.  El 23 de mayo de 1958, el Papa Pío XII otorgó al templo el estatus de basílica menor.